# جامعة رويال رودز
جامعة رويال رودز هي جامعة عامة في كندا تأسست عام 1940. تقع في مدينة فكتوريا.

## إحصائيات
يبلغ عدد طلاب الجامعة 2,500 طالب.